# AMX–56 Leclerc
Az AMX–56 Leclerc a francia hadsereg alapharckocsija, amelyet az AMX–30 leváltására állítottak hadrendbe 1992-ben. 2022-ig a franciákon kívül az Egyesült Arab Emírségek hadereje és Jordánia állította szolgálatba. Nevét Philippe de Hauteclocque „Leclerc” tábornok után kapta, aki a második világháború folyamán a szabad szabad francia csapatok 2. páncélos hadosztályának volt a parancsnoka, s az ő erői előtt kapitulált a párizsi német helyőrség.

## Fejlesztés, hadrendbe állítás

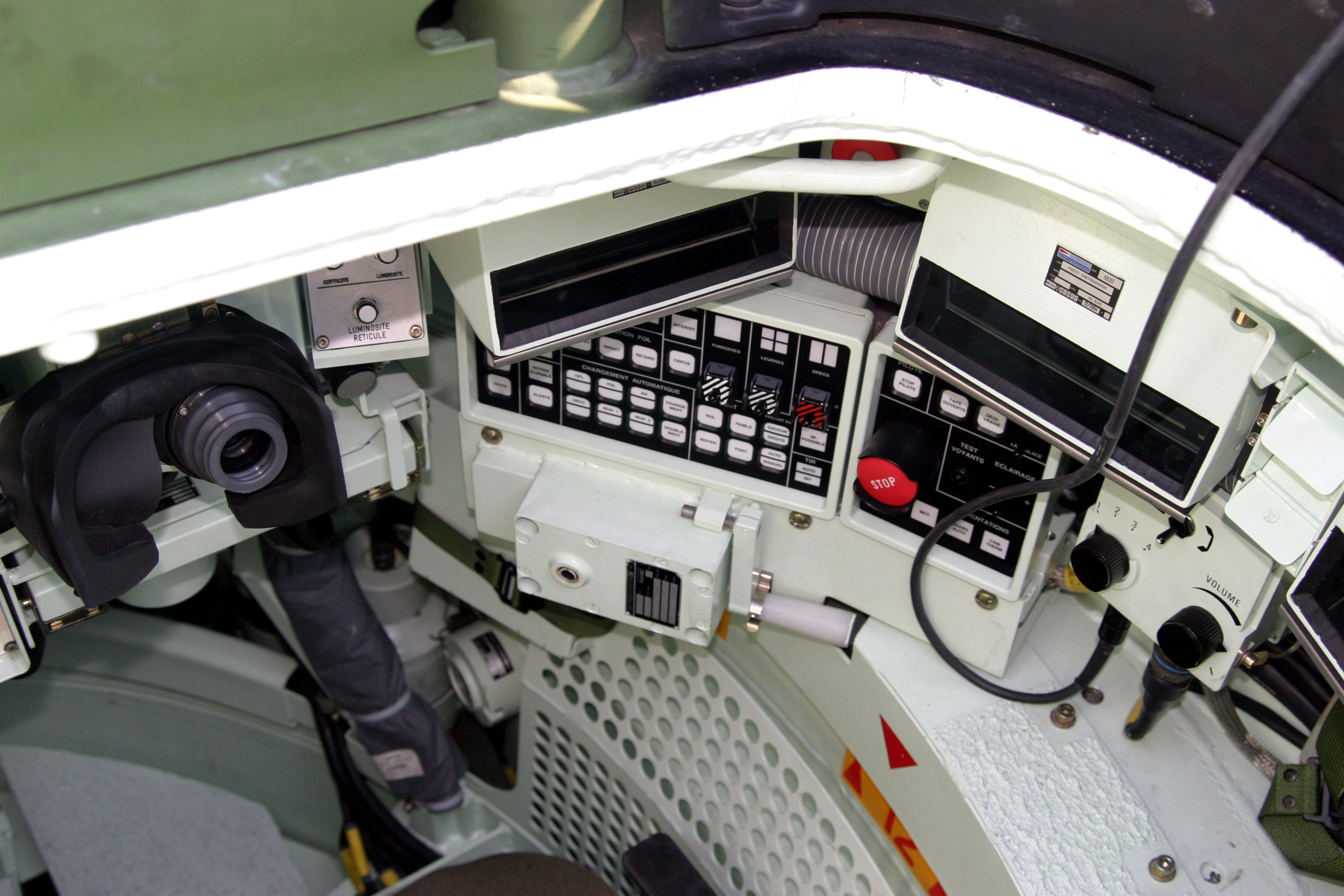
Az irányzó munkahelye.

A Leclerc története 1977-ig nyúlik vissza, amikor a francia hadsereg bejelentette igényét egy modern harckocsira, hogy leváltsa az addigi alap-harckocsit, az 1960-as évek színvonalát képviselő, 105 mm-es huzagoltcsövű ágyúval és elavult formával rendelkező AMX–30-ast.
Eleinte felmerült a külföldi harckocsik importjának (például az amerikai M1 Abrams vagy a német Leopard 2 típusúé) lehetősége, ezt azonban hamar elvetették. 1979-ben nyilvánvalóvá vált, hogy a németekkel folytatott közös fejlesztési program (amely a Leopard 2 harckocsin alapult) téves irányba halad. Ekkor merült fel az igény egy francia fejlesztésű harckocsi rendszerbe állítására.
A GIAT (jelenleg Nexter) vállalatot bízták meg egy 120 mm-es, simacsövű ágyúval ellátott harckocsi tervezésével és építésével, amely minden téren megfelel a kor kihívásainak. A program végül 1986-ban kezdődött el „Leclerc” néven. A harckocsi tervezése során a passzív védelem helyett az aktívra helyezték a hangsúlyt, ezáltal csökkentve annak súlyát (emiatt az 54 tonnás Leclerc a világ egyik legkönnyebb nehézharckocsija).
A hat prototípus megépítése után a típus sorozatgyártását 1991-ben kezdték meg, s 1992-ben állt hadrendbe a francia hadseregben, amely összesen 406 darabot vásárolt (ezenkívül további 20, a Leclerc alapjaira épített harckocsi mentőjárművet is vásároltak). Rajta kívül az Egyesült Arab Emírségek hadereje vásárolt 388 darab harckocsit valamint 46 darab harckocsi mentőjárművet és 2 darab kiképzőjárművet.

## Fegyverzet

### Harckocsiágyú
A Leclerc tervezése során elvárás volt a fegyverzet NATO-kompatibilitása, ennek megfelelően a harckocsit a GIAT cég CN120-26 típusú 120 mm-es simacsövű ágyújával látták el. Az ágyút hővédő köpennyel is ellátták, illetve a hagyományos füstelszívás helyett sűrített levegős elszívóval látták el. 
A harckocsit automata töltővel látták el – ennek köszönhetően három főre csökkentve a legénységet –, amely a torony hátsó kétharmadát foglalja el, s egyszerre 22 darab töltetet képes tárolni (ezenkívül további 18 szállítható).
A harckocsi ágyúját a töltőrendszer köré tervezték, amely segítségével percenként akár 12 lövés is leadható. a leginkább használt lövedéktípusok a leváló köpenyes, szárnystabilizált, űrméret alatti páncéltörő lövedék (APFSDS), illetve a kumulatív gránát (HEAT).
Az elvárások között szerepelt, hogy a harckocsi 50 km/h-s sebességnél 4000 méter távolságra lévő célpontot is eltaláljon, emiatt a löveget és a tornyot elektromos stabilizátorral látták el.

### Másodlagos fegyverzet
A harckocsit az ágyú mellett másodlagos fegyverzetként ellátták egy, az ágyúval párhuzamosított 12,7 mm-es, illetve egy 7,62 mm-es légvédelmi géppuskával is (az előbbihez 1100, utóbbihoz 3000 darab lőszer szállítható).

## Védelem
A harckocsi tervezése során hoztak egy érdekes döntést: a hegesztett eljárással készült testre a moduláris páncélzatot oldható – csavar – kötésekkel látták el (így egyrészt elméletileg a frontvonalhoz közeli szervizekben is könnyen javítható, másrészt lehetőség van az új fejlesztésű páncéllemezeket felszerelni).
A francia hadsereg az 1970-es években elvetette a brit és amerikai harckocsikon alkalmazott Chobham páncélzat rendszeresítését, helyette egy saját fejlesztésű, apró lyukakkal átlyukasztott acéllemezekből álló páncélzattal látták el a Leclerc harckocsikat. Később ezen páncélzatot a német harckocsikon is alkalmazott titán-volfrám rendszerű páncélzattal látták el, melyeket 2001-ben szereltek fel.
A Leclercet a GIAT vállalat Galix nevű védelmi rendszerével látták el, mely részeként a torony két oldalán 7-7 darab, 80 mm-es gránátvető-csöveket szereltek fel. Ezekből füst, infra-zavaró, illetve gyalogság elleni repeszgránátot lehet kilőni.
A harckocsi felszerelhető KBCM rendszerrel is, amely egy lézer-besugárzásjelzőt és egy infravörös érzékelőt foglal magában. A passzív védelemhez tartozik a motor egy olyan üzemmódja amikor maga a dugattyús motor áll és csak a dízel turbina üzemel, ezért minimális a hőkisugárzás. A turbina által termelt 8 kW-tal működtethető a tűzvezető, irányzó, védelmi rendszerek, illetve gyors indítást biztosít a dugattyús motornak.

## Felszereltség, tűzvezetés

### Felszereltség
Az alapváltozatú Leclerc harckocsikban is korszerű adatfeldolgozó rendszer működött, de az 1998-ban megjelent korszerűsített modelleket már Gyors Információ, Navigáció, Döntéshozó és Jelentő Rendszerrel (az angol rövidítés alapján FINDERS) szerelték fel, amely a parancsnok kijelzőjén megjeleníti a saját és baráti, valamint az ismert ellenséges egységek helyzetét. Ezen rendszer működését segíti az Icone nevű információs rendszer, amely a harckocsik között, valamint a harckocsik és a harctéri parancsnokság között biztosít kétirányú digitális kapcsolatot.
A parancsnoki állást egy HL-70 típusú panoráma-periszkóppal szerelték fel. E periszkóp 360 fokban körbeforgatható, illetve függőlegesen −20 és +40 fok között állítható. A periszkóp tartalmaz egy optikai és egy éjjellátó berendezést is. A parancsnoknak összesen 7 periszkópja van, amelyekkel körkörösen tud tájékozódni, valamint rendelkezik egy színes monitorral is, amelyre a saját illetve az irányzó periszkópjának képét tudja megjeleníteni (de a modernebb verziókban lehetőség van a FINDERS adatainak kivetítésére is).
Az irányzó rendszere a löveggel szinkronban mozog, egy optikai és egy infravörös rendszert tartalmaz, valamint ellátták egy lézeres távolságmérővel is. Az irányzó három periszkóppal rendelkezik, ezek közül egy balra és kettő jobbra néz.
A sofőr a torony előtt, a középvonaltól kissé balra ül. A vezetőnek három periszkópja van, amelyek közül a középső éjjellátó készülékkel van felszerelve.

### Tűzvezető rendszer
A digitális tűzvezető rendszer segítségével az irányzó vagy a parancsnok hat különböző elfogandó célpontot tud megjelölni 30 másodperc alatt. A rendszerbe épített számítógép képes azonnal feldolgozni valamennyi szenzorból érkező adatot.

## Mozgékonyság

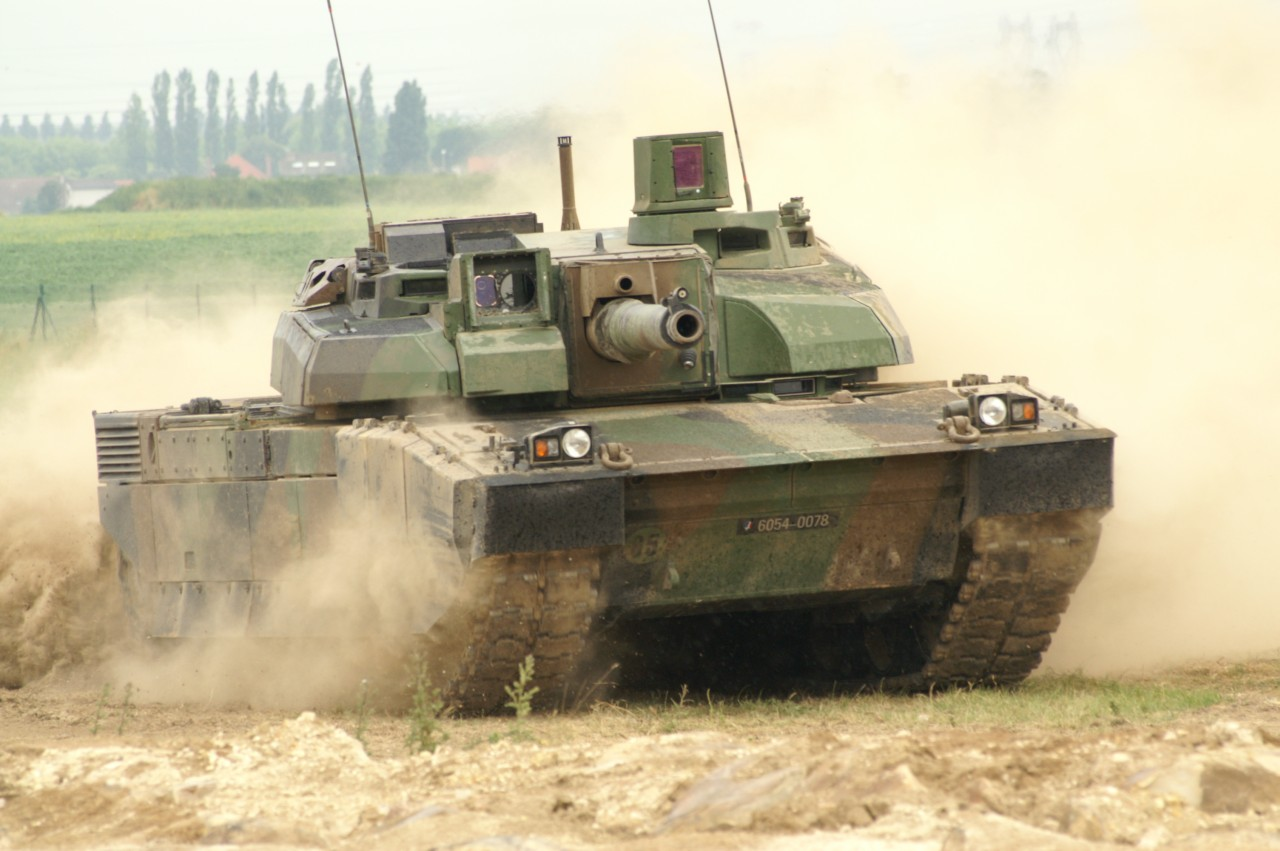
Leclerc manőver közben.

A Leclerc mozgékonyságát a finn Wärtsilä, franciaországi részlege által gyártott nyolchengeres, Turbomeca által gyártott 8 kW-os dízelturbinával kombinált, hipermagasnyomású V8X nevű dízelmotorja biztosítja, amely dízel olajjal hajtva 1100 KW (1500 LE) teljesítmény, illetve 4500 Nm-es forgatónyomaték leadására képes, kerozin esetén ezek az értékek valamivel kisebbek, (az Egyesült Arab Emirátusoknak szánt változatba MTU 883 típusú 12 hengeres dízelmotorokat építettek). A harckocsi maximális sebessége 71 km/h, hatótávolsága pedig 550 km (póttartályokkal ez 650 km-re növelhető). A nagyfokú mozgékonyságot a műanyag betéttel csillapított alumínium ötvözetből készült lánctalpak segítik, amelyek nagy sebességnél elősegítik a pontos iránytartást, irányváltoztatást.

## Harci alkalmazása

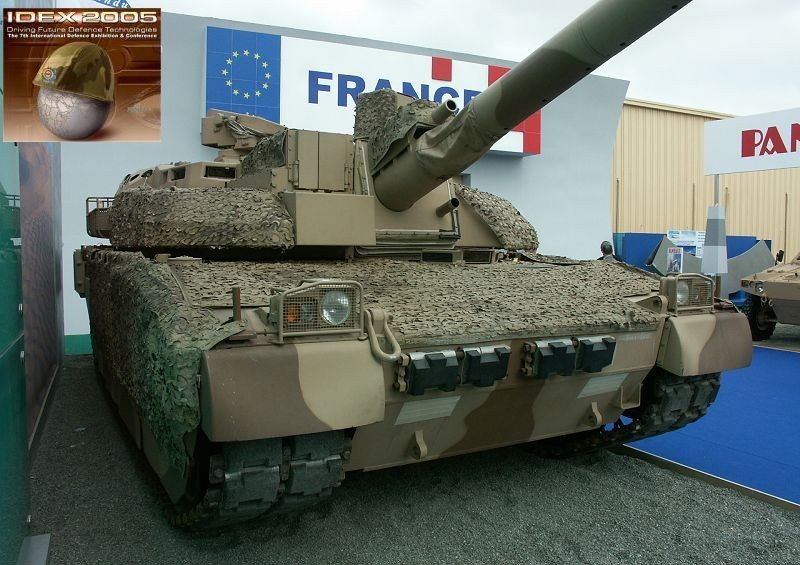
Az Egyesült Arab Emírségek hadereje által használt Leclerc.

A Leclerc harckocsit túl későn állították szolgálatba ahhoz, hogy részt vehessen az 1991-es öbölháború hadműveleteiben, így a harckocsit eddig csak békefenntartó missziókban alkalmazták (jelenleg 15 darab Leclerc szolgál a koszovói KFOR, 13 darab pedig a libanoni UNIFIL misszióinak francia kontingenseiben).

## Típusváltozatok
- Leclerc: alapváltozat.
- Leclerc AZUR (Action en Zone Urbaine): városi, lakott környezetben folytatott harcra kifejlesztett verzió.
- Leclerc EPG (Engin Principal du Génie): páncélozott műszaki jármű ("elsődleges mérnöki jármű").
- Leclerc DNG (Dépanneur Nouvelle Génération): javítóegység.
- Leclerc MARS (Moyen Adapté de Remorquage Spécifique): vontatótank.
- Leclerc EAU: az Egyesült Arab Emírségek által használt módosított verzió.

## Alkalmazók
- Franciaország: 406 darab (jelenleg 354 darab van szolgálatban) + 20 db harckocsi mentőjármű;
- Egyesült Arab Emírségek: 388 darab + 46 darab harckocsi mentőjármű + 2 darab kiképzőjármű.

## Fordítás
- Ez a szócikk részben vagy egészben  a   Leclerc című angol Wikipédia-szócikk fordításán alapul.  Az eredeti cikk szerkesztőit annak laptörténete sorolja fel. Ez a jelzés csupán a megfogalmazás eredetét és a szerzői jogokat jelzi, nem szolgál a cikkben szereplő információk forrásmegjelöléseként.